# Robert Zildjian
Robert Zildjian fue el fundador de Sabian Cymbals, uno de los mayores fabricantes de Platillos en el mundo. Pertenece a la familia Zildjian, que llevó la tecnología en la fabricación de platillos desde su hogar ancestral en el Este de Armenia hasta los Estados Unidos, gracias a Avedis Zildjian y luego se transmitió a las generaciones futuras de la familia. La compañía fue fundada en 1980, en Meductic, Nuevo Brunswick, Canadá por Robert Zildjian, hijo de Avedis Zildjian III, la cabeza de Avedis Zildjian Company. Según la tradición familiar, la cabeza de la compañía solo confiaría el secreto de la empresa a su hijo mayor, pero Avedis III confió el secreto a sus dos hijos, Armand y Robert. Esto llevó a una disputa familiar y legal, resultando en el abandono de Robert a Zildjian, para crear Sabian Cymbals, su empresa rival. En la actualidad, la disputa se mantiene, y ambas son las marcas más populares del mundo de los Platillos. Los platillos Sabian son usados por muchos bateristas famosos en el mundo. La empresa debe su nombre a la combinación de los nombres de los hijos de Robert: Sally, Bill y Andy